# Carlo Caffarra
Carlo Caffara, né le 1er juin 1938 à Samboseto di Busseto dans la région de Parme et mort le 6 septembre 2017 à Bologne (Émilie-Romagne), est un cardinal italien, archevêque de Ferrare (1995-2003) et archevêque de Bologne (2003-2015).  

## Biographie

### Formation
Carlo Caffara a obtenu un doctorat en droit canon à l'Université pontificale grégorienne à Rome. Il possède aussi un diplôme de spécialisation en théologie morale délivré par l'Académie pontificale alphonsienne.

### Prêtre
Il a été ordonné le 2 juillet 1961.
Il consacre l'essentiel de son ministère sacerdotal à l'enseignement. Ainsi, tout en étant vicaire à la cathédrale de Fidenza, il enseigne la théologie morale dans les séminaires de Parme et Fidenza, ainsi qu'à l'université de Milan. 
En août 1974, le pape Paul VI le nomme membre de la Commission théologique internationale. 
Jean-Paul II le nomme en janvier 1981 président de l'Institut Jean-Paul II pour le mariage et la famille. 
Il est également consulteur de 1983 à 1988 à la Congrégation pour la doctrine de la foi.

### Évêque
Nommé archevêque de Ferrare le 8 septembre 1995, il est consacré le 21 octobre suivant par le cardinal Giacomo Biffi.
Le 16 décembre 2003, il devient archevêque de Bologne.

### Cardinal
Carlo Caffarra a été créé cardinal par Benoît XVI lors du consistoire du 24 mars 2006 avec le titre de cardinal-prêtre de S. Giovanni Battista dei Fiorentini. Il participe au conclave de 2013 qui élit le pape François
Au sein de la Curie romaine, il est membre de la Congrégation pour l'évangélisation des peuples, du Tribunal suprême de la Signature apostolique, du Tribunal de la Rote romaine et de l'Académie pontificale pour la vie. Particulièrement écouté par Jean-Paul II et Benoît XVI sur les questions de la famille et du mariage chrétien, il s'oppose au cardinal Kasper à ce sujet au synode d'octobre 2014.
Le 26 septembre 2015, il est nommé avec le cardinal Raymond Burke comme membre de la Congrégation pour les causes des saints.
Après les deux synodes sur la famille, il adresse une lettre au pape François afin d'exprimer ses dubia au sujet de l'exhortation apostolique Amoris lætitia. Les trois autres signataires de la lettre sont les cardinaux Joachim Meisner, archevêque émérite de Cologne, Walter Brandmüller, ancien président du comité pontifical des sciences historiques, et Raymond Burke, cardinal-légat de l'Ordre de Malte. Par celle-ci, les quatre princes de l'Église supplient le pape de « poursuivre la réflexion » sur des sujets controversés, particulièrement sur la communion pour les divorcés remariés.
Le 27 octobre 2015, le pape François accepte sa démission du siège archiépiscopal de Bologne, et nomme Mgr Matteo Maria Zuppi, jusqu'alors évêque auxiliaire de Rome, pour lui succéder.
Il meurt le 6 septembre 2017 à l'âge de 79 ans.

## Succession apostolique
Carlo Caffarra a ordonné les évêques suivants :
- Évêque Carlo Mazza (it) (2007)
- Évêque Massimo Camisasca, F.S.C.B. (2012)
- Évêque Andrea Turazzi (2014)

## Liens annexes